# Lipata rosea
Lipata rosea är en insektsart som beskrevs av Irena Dworakowska 1974. Lipata rosea ingår i släktet Lipata och familjen dvärgstritar.
Artens utbredningsområde är Kongo. Inga underarter finns listade i Catalogue of Life.